# Clematis venusta
Clematis venusta är en ranunkelväxtart som beskrevs av M.C. Chang. Clematis venusta ingår i släktet klematisar, och familjen ranunkelväxter. Inga underarter finns listade i Catalogue of Life.